# On Consignment
Série
On Consignment 2
(2009)
Pour plus de détails, voir Fiche technique et Distribution.
On Consignment (littéralement : en consignation) est un film érotique tchèque de 2007 réalisé par Lloyd A. Simandl et Daniela Kay d'après un scénario de Lloyd A. Simandl.

## Fiche technique
- Titre : On Consignment
- Réalisation : Lloyd A. Simandl, Daniela Kay (créditée comme Daniella K)
- Scénario : Lloyd A. Simandl
- Montage : Sonia Nemecova
- Producteur :
- Production : North American Pictures
- Son : Dolby Digital
- Pays :  République tchèque
- Langue : anglais
- Lieux de tournage : North American Pictures Studios, Barrandov Studios, Prague, République tchèque
- Durée : 88 minutes 1h28
- Date de sortie : 30 septembre 2007

## Distribution
- Deny Moor : Madame (créditée comme Zuzana Presova)
- Michaela Fichtnerova : la femme de chambre
- Marie Veckova : la touriste
- Susana Spears : l'acheteuse